# Mathias Pereira Lage
Mathias Pereira Lage (Clermont-Ferrand, Francia, 30 de noviembre de 1996) es un futbolista franco-portugués que juega de centrocampista en el F. C. St. Pauli de la 1. Bundesliga.

## Trayectoria
Mathias Pereira comenzó su carrera deportiva en el Clermont Foot de la Ligue 2 en 2016, equipo en el que jugó hasta 2019 y en el que disputó 110 partidos, en los que marcó 20 goles.
En 2019 fichó por el Angers S. C. O., equipo que se encontraba en la Ligue 1. Con ellos jugó tres años en los que participó en más de ochenta partidos, marchándose al Stade Brestois 29 para la temporada 2022-23. Entre ambos clubes disputó 160 encuentros de la Ligue y con el último de ellos también lo hizo en nueve ocasiones en la Liga de Campeones de la UEFA, marcando un gol.
El 20 de junio de 2025 se unió al F. C. St. Pauli.

## Selección nacional
Pereira Lage fue internacional sub-21 con la selección de fútbol de Portugal.

## Clubes
| Club              | País     | Año       |
| ----------------- | -------- | --------- |
| Clermont Foot     | Francia  | 2016-2019 |
| Angers S. C. O.   | Francia  | 2019-2022 |
| Stade Brestois 29 | Francia  | 2022-2025 |
| F. C. St. Pauli   | Alemania | 2025-     |